# Jarales
Jarales – jednostka osadnicza w Stanach Zjednoczonych, w stanie Nowy Meksyk, w hrabstwie Valencia.